# Roger Hairabedian
Roger Hairabedian (ur. 19 września 1955) – francuski judoka i pokerzysta. Złoty medalista mistrzostw Europy w drużynie w 1980 i drugi w 1977. Wicemistrz Francji w 1980 roku.